# Jordi Ribera i Romans
Jordi Ribera i Romans (Sarrià de Ter, Girona, 5 de març de 1963) és un entrenador d'handbol català.
Començà la seva carrera a la UE Sarrià, club en què havia jugat, i el GEiEG. Debutà a la lliga ASOBAL amb el JD Arrate (1989-92). Entre 1992 i 2003 fou el tècnic del BM Gáldar. Fitxà pel CD Bidasoa basc la temporada 2003-04, tot i que fou cessat al febrer del 2004.
Fou el seleccionador de l'Argentina (2004-05), i després dirigí l'Ademar de Lleó (2007-11), amb el qual aconseguí una Copa Asobal (2009). Compaginà aquest càrrec amb el de seleccionador del Brasil (2005-08 i entre el 2012 i el 2016), equip amb el qual disputà els Jocs Olímpics de Pequín (2008) i el Campionat del Món (2013).
La temporada 2016-17 fou designat entrenador de la selecció espanyola d'handbol.

## Trajectòria

### Clubs
- Unió Esportiva Sarrià (1984-1988)
- JD Arrate (1989-1992)
- BM Gáldar (1992-2003)
- Club Deportivo Bidasoa (2003-2004)
- Club Balonmano Ademar León (2007-2011)

### Seleccions
- Selecció d'handbol de l'Argentina (2004-2005)
- Selecció d'handbol de Brasil (2005-2008) (2012-2016)
- Selecció d'handbol d'Espanya (2016-)

## Palmarès
- Copa ASOBAL (2008-2009)
- Campionat d'Europa (2017-2018)